# Pimpla
Pimpla is een geslacht van gewone sluipwespen (Ichneumonidae). De wetenschappelijke naam werd gepubliceerd door Johann Christian Fabricius in 1804. De sluipwespen uit dit geslacht komen wereldwijd voor.
Pimpla-soorten zijn parasitoïden, die hun eitjes leggen in de poppen van vlinders en motten. De larven van Pimpla ontwikkelen zich als endoparasiet in de pop. De wesp introduceert bij het leggen tevens een cytotoxische stof in de pop om het immuunsysteem van de pop te misleiden. Anders zou het endoparasitoïde eitje vernietigd kunnen worden door inkapseling in meerdere lagen van hemocyt-cellen.
De volwassen wespen zijn meestal forse zwarte insecten met oranje markeringen.

## Soorten
- P. aethiops Curtis, 1828
- P. apricaria Costa, 1885
- P. arcadica Kasparyan, 1973
- P. arctica Zetterstedt, 1838
- P. artemonis Kasparyan, 1973
- P. contemplator (Muller, 1776)
- P. coxalis Habermehl, 1917
- P. dorsata (Dalla Torre, 1901)
- P. flavicoxis Thomson, 1877
- P. glandaria Costa, 1886
- P. hypochondriaca Retzius, 1783[3]
- P. illecebrator (Villers, 1789)
- P. insignatoria (Gravenhorst, 1807)
- P. melanacrias Perkins, 1941
- P. murinanae Fahringer, 1943
- P. nigrohirsuta Strobl, 1902
- P. processioneae Ratzeburg, 1849
- P. rufipes (Miller, 1759)
- P. sodalis Ruthe, 1859
- P. spuria Gravenhorst, 1829
- P. turionellae Linnaeus, 1758
- P. wilchristi Fitton, Shaw & Gauld, 1988